# Bernard III d'Armagnac
Pour les articles homonymes, voir Bernard III et Bernard d'Armagnac.
Bernard III, mort vers 1110, comte d'Armagnac de 1095 à 1110, était fils de Géraud II, comte d'Armagnac, et d'Azivelle de Lomagne.
Il épousa en 1095 Alpaïs, fille de Boson Ier, vicomte de Turenne et de Gerberge, fille de Bernard comtor de Terrasson. Ils eurent :
- Géraud III († 1160), comte d'Armagnac ;
- Odon ;
- deux filles.

On lui connaît également un fils illégitime, Loup Sanche, qui construisit en 1104 un donjon à Géou (Labastide-d'Armagnac).[réf. nécessaire]